# Chloropetalia dyak
Chloropetalia dyak là loài chuồn chuồn trong họ Chlorogomphidae. Loài này được Laidlaw mô tả khoa học đầu tiên năm 1911.